# Épisème (musique)

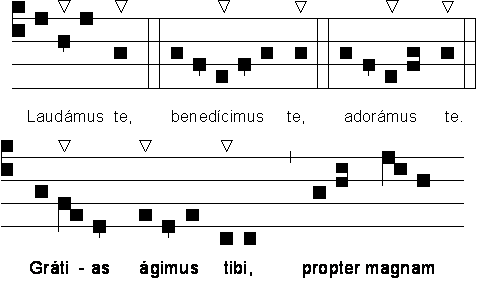
Épisèmes verticaux.

Pour les articles homonymes, voir Épisème.
L'épisème (du grec ἐπίσημον, « signe distinctif ») est un signe de l’écriture musicale qui précise une nuance du rythme, ce que les musiciens appellent aujourd'hui l'agogique. Il est notamment utilisé dans l'écriture du chant grégorien et est apposé sur un ou plusieurs neumes. La méthode de Solesmes en distingue deux types :
- l'épisème vertical : signe rythmique placé sur une seule note, il sert à indiquer le positionnement de l'ictus (premier temps) afin de faciliter le comptage.
- l'épisème horizontal : signe expressif placé sur une note ou un groupe de notes, il consiste grossièrement en un allongement des notes concernées.

Dans certains écrits comme « Antiphonaire de Montpellier », des épisèmes de la notation alphabétique remplacent, parfois, la lettre qui exprimerait le degré inférieur du demi-ton.
L'adjectif correspondant est épisématique.